# Rejon brodzki
Rejon brodzki (ukr. Бродівський район) – dawna jednostka administracyjna Ukrainy, a wcześniej także Ukraińskiej Socjalistycznej Republiki Radzieckiej w Związku Socjalistycznych Republik Radzieckich, funkcjonująca w latach 1940–1941 i 1946–2020. Należał do obwodu lwowskiego. Siedzibą rejonu były Brody.
Większa część obszaru rejonu leżała na Równinie Brodzkiej (średnia wysokość 240 m n.p.m.), należącej do „małego Polesia”. Południowy wschód rejonu przecina Pasmo Wierchobuskie Wyżyny Podolskiej (najwyższy punkt Wysokyj Kamiń – 440 m n.p.m.). Według ukraińskiego spisu powszechnego z roku 2001 w rejonie żyło 63 900 ludzi, w tym 1000 Rosjan (1,6%) i 200 (0,3%) Polaków. Jego powierzchnia wynosiła 1157 km².

## Historia
Rejon brodzki został utworzony 17 stycznia 1940 na podstawie dekretu Prezydium Rady Najwyższej USRR o podziale na rejony zachodnich obwodów USRR, kiedy to w obwodzie lwowskim utworzono 37 rejonów, między innymi brodzki. Rejon objął następujące obszary, należące przed wojną do powiatu brodzkiego w województwie tarnopolskim:
- miasto Brody;
- całą zniesioną gminę Koniuszków;
- całą zniesioną gminę Leszniów;
- większą część zniesionej gminy Stanisławczyk (bez gromad Rażniów i Ruda Brodzka[3]);
- część zniesionej gminy Suchowola (tylko gromady Dytkowce, Gaje Dytkowieckie i Gaje Starobrodzkie[4]);
- fragment zniesionej gminę Ponikowica (tylko gromada Gaje Smoleńskie[5]) z powiatu brodzkiego;

Rejon brodzki przestał istnieć wraz z wybuchem wojny niemiecko-radzieckiej 22 czerwca 1941. Jego tereny weszły w skład Landkreis Złoczów dystryktu galicyjskiego Generalnego Gubernatorstwa. Niemcy do Brodów włączyli Folwarki Małe, Folwarki Wielkie i Stare Brody.
Rejon został odtworzony 23 lipca 1944, po zajęciu tych terenów przez Armię Czerwoną.
W 1946 roku rejon ponikowicki podzielony był na 19 rad wiejskich (stan na 1 września 1946): Chmielowe (do 1946 Berlin), Bielawce, Bołdury, Bordulaki, Dytkowce, Gaje Dytkowieckie, Gaje Smoleńskie, Gaje Starobrodzkie, Grzymałówka, Jazłowczyk, Klekotów, Komorówka, Koniuszków, Korsów, Łahodów, Leszniów, Małosiółka (do 1946 Folwarki Małe), Monastyrek, Mytnica-Korolówka, Piaski, Podhorodne (do 1946 Folwarki Wielkie), Smólno, Stanisławczyk, Stare Brody i Sznyrów.
4 marca 1959 do rejonu brodzkiego włączono część zniesionego rejonu zabłoteckiego.
23 września 1959 do rejonu brodzkiego włączono część zniesionego rejonu podkamieńskiego.
30 grudnia 1962 do rejonu brodzkiego włączono część zniesionego rejonu oleskiego.
Rejon brodzki zlikwidowano w związku z reformą administracyjną w 2020 roku, kiedy to jego obszar wcielono do nowego rejonu złoczowskiego.

## Spis miejscowości
- Antosia (Aнтося)
- Batków (Батьків)
- Berlin (Берлин)
- Bielawce (Білявці)
- Bołdury (Бовдури)
- Boratyn (Боратин)
- Bordulaki (Бордуляки)
- Brody (Броди)
- Buczyna (Бучина)
- Czepiele (Чепелі)
- Czernica (Черниця)
- Dubie (Дуб'є)
- Dudyń (Дудин)
- Dytkowce (Дітківці)
- Dubyna (Дубина)
- Gaje (Гаї)
- Gaje Dytkowieckie (Гаї-Дітковецькі)
- Gaje Smoleńskie (Гаї-Смоленські)
- Gaje Suchodolskie (Гаї-Суходільські)
- Grzymałówka (Грималівка)
- Hłuszyn (Глушин)
- Hołoskowice (Голосковичі)
- Hołubica (Голубиця)
- Horany (Орани)
- Horbali (Горбалі)
- Horbaniwka (Горбанівка)
- Jabłonówka (Яблунівка)
- Jasionów (Ясенів)
- Jaśniszcze (Яснище)
- Jazłowczyk (Язлівчик)
- Kąty (Кути)
- Kizia (Кіз'я)
- Klekotów (Клекотів)
- Kołpin Stawek (Ковпин Ставок)
- Komorówka (Комарівка)
- Koniuszków (Конюшків)
- Korołówka (Королівка)
- Korsów (Корсів)
- Kozaczyzna (Косарщина)
- Kutyszcze (Кутище)
- Lasowe (Лісове)
- Leszniów (Лешнів)
- Lipina (Липина)
- Litowyszcze (Літовище)
- Łahodów (Лагодів)
- Łuczkiwci (Лучківці)
- Łuhowe (Лугове)
- Łukawiec (Лукавець)
- Łukasze (Лукаші)
- Maleniska (Малинище)
- Mamczury (Мамчурі)
- Markopol (Маркопіль)
- Midno (Мідне)
- Międzygóry (Межигори)
- Monastyrek (Монастирок)
- Mykyty (Микити)
- Mytnica (Митниця)
- Nakwasza (Накваша)
- Niemiacz (Нем'яч)
- Nowiczyzna (Новичина)
- Orzechowczyk (Орихівчик)
- Palikrowy (Паликорови)
- Pankowa (Панькова)
- Pańkowce (Паньківці)
- Pieniaki (Пеняки)
- Pereliski (Переліски)
- Pereliski Małe (Малі Переліски)
- Pereliski Wielkie (Великі Переліски)
- Pidhirja (Підгір'я)
- Piaski (Піски)
- Podhorce (Підгірці)
- Podkamień (Підкамінь)
- Ponikowica (Пониковиця)
- Ponikwa (Пониква)
- Popowce (Попівці)
- Rażniów (Ражнів)
- Ruda Brodzka (Руда-Брідська)
- Sałaszka (Салашка)
- Smolno (Смільне)
- Stanisławczyk (Станіславчик)
- Strychaluki (Стрихалюки)
- Styberówka (Стиборівка)
- Suchodoły (Суходоли)
- Suchota (Сухота)
- Suchowola (Суховоля)
- Sydonówka (Сидинівка)
- Sznyrów (Шнирів)
- Szpaki (Шпаки)
- Szyszkowce (Шишківці)
- Terebeżi (Теребежі)
- Tetylkowce (Тетильківці)
- Triszczuky (Тріщуки)
- Welin (Велин)
- Wierzbowczyk (Вербівчик)
- Wołkowatycze (Вовковатиця)
- Wydra (Видра)
- Wysocko (Висоцько)
- Zabłotce (Заболотці)
- Zahorce (Загірці)
- Zalesie (Залісся)
- Zbroje (Збруї)
- Zwyżyń (Звижень)
- Żarków (Жарків)